# Metilidrossipropilcellulosa
La metilidrossipropilcellulosa è una cellulosa in cui alcuni gruppi idrossilici sono sostituiti da metil eteri e alcuni da 2-idrossipropil eteri.
La presenza in percentuale diversa dei gruppi idrossilici determina la viscosità apparente, calcolata in mPa·s (millipascal per secondo) in una soluzione al 2% a 20 °C. Le metilidrossipropilcellulose sono identificate da un numero relativo alla loro viscosità. In USA vengono contraddistinte da un numero a 4 cifre, di cui le prime due rappresentano, in percentuale, il contenuto approssimativo dei gruppi metossilici e le ultime due quello approssimativo dei gruppi idrossipropilici.
Si presenta in granuli o polvere fibrosa bianca, bianco-giallognola o bianco-grigiastra, praticamente inodore e igroscopica dopo essiccamento. Praticamente insolubile in acqua calda, in acetone, in alcol assoluto, in etere e in toluene. Solubile in acqua fredda con formazione di soluzione colloidale.
Il pH di una soluzione acquosa all'1% è compreso tra 5,5 e 8.
Le metilidrossipropilcellulose sono incompatibili con sostanze ossidanti e sono instabili a valori di pH estremi.